# Aldo Finzi (politico)
Aldo Finzi (Legnago, 20 aprile 1891 – Roma, 24 marzo 1944) è stato un militare, dirigente sportivo, politico e imprenditore italiano. Sostenitore del fascismo, partecipò alla marcia su Roma e divenne sottosegretario nel Governo Mussolini; strettamente implicato all'omicidio Matteotti venne costretto a dimettersi ed in seguito divenuto critico nei confronti del regime, fu inviato al confino ed espulso dal Partito Nazionale Fascista. Dopo l'invasione tedesca dell'Italia, cercò di collaborare con gruppi partigiani legati al Partito Democratico del Lavoro, ma fu scoperto ed ucciso dai tedeschi nell'eccidio delle Fosse Ardeatine.

## Biografia
Suo padre Emanuele, ricco proprietario di un'industria molitoria a Badia Polesine e di origini ebraiche, si dichiarò agnostico e libero pensatore; sposatosi in età avanzata con una ragazza cattolica, ne ebbe sette figli, educati tuttavia secondo i precetti cristiani. Tra questi, oltre ad Aldo Finzi, vi era anche il fratello Gino Finzi, nato nel 1893. I due fratelli ebbero un rapporto profondissimo, condividendo una grande passione per le motociclette e un forte impegno politico.
Aldo Finzi studiò con scarso profitto a Parma e quindi frequentò per tre anni un istituto tecnico vicino a Weimar.
Appassionato di motociclismo, giunse terzo nel Campionato italiano di motociclismo della classe "oltre 500 cc" nel 1912 e secondo nella categoria 500 l’anno successivo.
Le sue prime esperienze aeronautiche risalgono al 1912 quando, come copilota di Celestino Usuelli, prese parte alla Coppa Bennett per palloni aerostatici: i due si classificarono secondi, coprendo 950 km.
Iniziò l'attività politica nel 1913 come consigliere comunale nel comune di Badia Polesine dove aveva nel frattempo avviato una concessionaria di motociclette Rudge-Witworth.
Massone, fu membro della Gran Loggia d'Italia.

### Ufficiale pilota nella grande guerra
Nel 1915 pur riformato per deficienza toracica, riuscì lo stesso ad arruolarsi nel Regio Esercito per prendere parte alla prima guerra mondiale, dapprima da soldato semplice come staffetta motociclista, poi, nel 1916, da ufficiale di complemento di artiglieria e quindi, sul finire dello stesso anno, come tenente pilota. Assegnato nel settembre 1916 alla 48ª Squadriglia equipaggiata con Caudron G.3 e G.4 vi conoscerà Natale Palli e nell'estate 1917 alla 43ª Squadriglia. Palli alla fine del 1917 lo inviterà a seguirlo alla costituenda 87ª Squadriglia dal 2 febbraio 1918, con la quale prenderà poi parte al volo su Vienna, per il quale ricevette la medaglia d'argento al valor militare.
Dal settembre 1918 comanda la 1ª Sezione SVA.
Dopo la fine della prima guerra mondiale, il 25 settembre 1919, fu posto in congedo dal Regio Esercito.

### L'adesione al fascismo
Laureatosi in Giurisprudenza a Ferrara nel 1919, si stabilì a Milano, dove aderì nel 1920 ai fasci di combattimento. In occasione delle elezioni del 1921 fu eletto deputato nei Blocchi Nazionali. Poco dopo il suo ingresso alla Camera salì all'attenzione delle cronache per aver aggredito nei corridoi di Montecitorio, assieme ad altri deputati fascisti, il deputato comunista Francesco Misiano che venne infine trascinato con la forza fuori dall'edificio.
Nel settembre dello stesso anno Finzi portò al debutto nelle competizioni la neonata Moto Guzzi, partecipando alla Milano-Napoli, prova conclusiva del Campionato Motociclistico Italiano su Strada, in sella a una "500 Normale". In quei mesi insieme al fratello Gino, vincitore della Targa Florio, creò la "Fabbrica motocicli Maxima", azienda di moto di Voghera, che nel 1922 produsse la Moto Finzi.
Fu tra gli artefici del fallimento dello sciopero generale legalitario del 1º agosto 1922 e pochi giorni dopo, assieme a Cesare Rossi, fu alla testa delle squadracce fasciste che occuparono Palazzo Marino, evento che segnò la fine dell'amministrazione comunale socialista di Milano. Nell'ottobre fu tra gli artefici della marcia su Roma che portò all'avvento del fascismo, e fu con Mussolini a Milano in attesa degli esiti e insieme a lui si recò a Roma.

### Nel governo Mussolini
Con la nascita del governo Mussolini il 31 ottobre 1922 venne nominato sottosegretario agli Interni e divenne membro del Gran consiglio del fascismo.
Il 24 gennaio 1923 fu nominato anche vicecommissario all'Aeronautica con Mussolini, che si attribuì il ruolo di Commissario all'Aeronautica, delegando poi a Finzi la gestione effettiva; fu infatti lui a stendere, se non a ideare, il decreto legge che istituiva la Regia Aeronautica come forza armata indipendente. Incarichi che manterrà fino all'omicidio di Giacomo Matteotti. Col matrimonio nel 1923 con Maria Luigia Clementi, nipote del cardinale Vincenzo Vannutelli, ripudiò l'iniziale integralismo e si fece interprete della linea normalizzatrice del governo, impegnandosi nel tentativo di inglobare nel regime elementi liberali e del mondo cattolico, dalla cooperazione al sindacalismo confederale, al fine di garantire la continuità col vecchio assetto economico e sociale. Dal 1923 al 1925 fu anche presidente del CONI.
Fu rieletto deputato alla Camera nel maggio 1924 nel Listone fascista.

### L'omicidio Matteotti
Coinvolto, dalle indagini successive, nell'assassinio di Matteotti, Finzi venne rapidamente costretto alle dimissioni il 17 giugno 1924 dall'incarico di sottosegretario agli Interni che ricopriva, insieme a quello di vice commissario dell'Aeronautica; fu poco dopo seguito nelle dimissioni da Emilio De Bono ma, a differenza di questi, non recuperò posizioni di governo dopo la fine della crisi politica del 1924-1925. 
Forse per difendere la propria onorabilità, oppure per tutelare la propria sicurezza personale o anche solo per salvaguardare la propria posizione politica, sembra che Finzi avesse allora fatto circolare un memoriale sotto forma di lettera privata al fratello Gino, contenente rivelazioni compromettenti riguardo ad una squadra speciale alle dipendenze del Ministero dell'Interno, minacciando ambiguamente di volerlo rendere pubblico. Quale che sia stata la responsabilità di Finzi nel caso Matteotti, ad oggi non ancora chiarita, più che i contatti tenuti con l'opposizione, certamente nocque alla sua carriera politica il marchio d'inaffidabilità derivantegli dall'ambigua e contraddittoria gestione dell'affaire del memoriale.
Nel 1929 non venne ricandidato alla Camera e uscì definitivamente dalla scena politica.

### Attività imprenditoriale
Si ritirò allora a vita privata per diventare uno dei maggiori produttori di tabacco del basso Lazio: la moglie aveva infatti estesi possedimenti a Cave e Palestrina. Intanto nel 1929 ottenne il grado di capitano di complemento della Regia Aeronautica, maggiore nel 1935 e tenente colonnello nel 1939.
Nel 1938, pur dichiarando di non essere ebreo e di professare la religione cattolica, manifestò la propria opposizione alle leggi razziali.

### L'opposizione al regime e l'uccisione
Nel 1941 fu inviato al confino per alcune dichiarazioni contro il regime e nel 1942 venne definitivamente espulso dal PNF.
Riavvicinatosi alla comunità ebraica, entrò in contatto con esponenti dell'antifascismo, aderendo nel novembre del 1943 al movimento partigiano romano.
Approfittando del fatto che il comando nazista si era stabilito nella villa a Palestrina (villa Finzi-Clementi), tentò di trasmettere informazioni sui movimenti delle truppe tedesche al CLN da una torretta vicino alla villa, ma scoperto venne arrestato nel febbraio del 1944 e incarcerato a Regina Coeli.
Fu fucilato dai tedeschi nell'eccidio delle Fosse Ardeatine il 24 marzo 1944. Su una lapide all'ingresso della Sinagoga di Roma il suo nome figura tra quello degli ebrei caduti durante la Resistenza, mentre al Sacrario delle Fosse Ardeatine è ricordato come "Tenente colonnello Aldo Finzi". Nell'elenco dell'associazione delle famiglie delle vittime (ANFIM) è indicato come «appartenente al Partito Democratico del Lavoro Banda De Rubeis».